# Bác sĩ ma
Bác sĩ ma, tên gốc là Ghost Doctor (tiếng Hàn: 고스트 닥터; Romaja: Goseuteu Dagteo) là một bộ phim truyền hình của Hàn Quốc ra mắt năm 2022 được đạo diễn bởi Boo Seong-cheol và có sự tham gia diễn xuất của Rain, Uee, Kim Bum và Son Na-eun. Bộ phim xoay quanh hai bác sĩ có xuất thân và kỹ năng đối lập nhau nhưng lại bị hợp nhất vào một người. 
Phim được phát sóng trên đài tvN vào khung giờ 22:30 (KST) Thứ Hai và Thứ Ba với tập đầu tiên bắt đầu vào ngày 3 tháng 1 cho đến cuối vào ngày 22 tháng 2 năm 2022. Đồng thời bộ phim sẽ được phát sóng trên nền tảng dịch vụ xem phim trực tuyến thông qua các nền tảng như: TVING, iQIYI và Viu. Tại Việt Nam, bộ phim cũng được mua bản quyền phát sóng thông qua các nền tảng phát hành phim trực tuyến như: VieON, FPT Play (bao gồm Foxy), GALAXY PLAY, TV360 và iQIYI.

## Nội dung
Bộ phim xoay quanh hai bác sĩ xuất thân từ hai hoàn cảnh trái ngược nhau, với tính cách và kỹ năng y khoa trái ngược nhau. Cha Young Min là một bác sĩ thiên tài với kỹ năng phẫu thuật phi thường, nhưng rất kiêu ngạo và ích kỷ. Mặt khác, Seong Tak là cháu trai của người sáng lập bệnh viện Myungshin và là con trai của Chủ tịch bệnh viện đó. Anh là bác sĩ nội trú may mắn và giàu có nhất.

## Diễn viên

### Vai chính
- Rain trong vai Cha Young-min.

38 tuổi, bác sĩ phẫu thuật lồng ngực thiên tài có bàn tay vàng, anh có thể cứu sống một người chỉ với một cái chạm tay.
- Uee trong vai Jang Se-jin.

38 tuổi, người yêu cũ của Cha Young-min và là một bác sĩ phẫu thuật thần kinh ở nước ngoài, cô được nuôi dưỡng bởi một bà mẹ đơn thân
- Kim Bum trong vai Go Seung-tak[6]

28 tuổi, bác sĩ nội trú năm thứ nhất của khoa phẫu thuật lồng ngực, cậu được nhận vào làm việc vì ông nội là người sáng lập bệnh viện và mẹ là chủ tịch hiện tại của quỹ y tế.
- Son Na-eun trong vai Oh Soo-jeong: 28 tuổi, bác sĩ thực tập phòng cấp cứu với tính cách năng động.

### Vai phụ
- Sung Dong-il trong vai Tess: Vào thời điểm chết, ông khoảng ngoài 60 tuổi. Là một hồn ma đã 20 năm, người đã ở trong bệnh viện trong một thời gian dài[7]

#### Những người trong bệnh viện
- Tae In-ho trong vai Han Seung-won: Khoảng giữa 30 tuổi, giám đốc điều hành, anh họ của Go Seung-tak. Anh ta là một kẻ hai mặt với một con dao găm vô hình bên trong[8]

- Park Chul-min trong vai Ban Tae-Sik: Đầu những năm 50 tuổi, trưởng khoa Ngoại lồng ngực. Trước mặt các bác sĩ khác, anh ấy hét lên "Ngày xưa tôi là thiên tài", nhưng trước mặt Cha Young-min, anh ấy luôn ở cấp bậc thấp hơn[8]

- Koh Sang-ho trong vai Ahn Tae-hyun: 34 tuổi, bác sĩ phẫu thuật lồng ngực năm thứ tư và là đàn em trung thành của Cha Young-min[9]

- Ahn Tae-hwan trong vai Kim Jae-won.

29 tuổi, bác sĩ phẫu thuật lồng ngực năm thứ ba với tính cách giản dị và rõ ràng. Một người tốt bụng và ấm áp, coi trọng mọi cuộc sống nhỏ bé, thích Go Seung-tak
- Kim Jae-yong trong vai Lee Seon-ho: 30 tuổi, bác sĩ nội trú phẫu thuật lồng ngực năm thứ 4, anh sinh ra và lớn lên trong một gia đình trung lưu

- Seo Ji-young trong vai Ko Seong-hye: Chủ tịch Quỹ Y tế[11]

- Choi Seok-won trong vai Hun-gil.

Một con ma bị hôn mê
- Yoon Da-kyung trong vai Seong Mi-ran,

Mẹ của Go Seung-tak, một người hai mặt: một  là người mẹ tốt bụng và một là chủ tịch tập đoàn y tế lạnh lùng và cứng nhắc
- Hwang Seok-jeong trong vai Mrs. Kim, thợ làm tóc của bệnh viện. Cô có khả năng độc đáo và gặp gỡ nhiều người khác nhau trong bệnh viện.[8]
- Ahn Hee-yeon trong vai Lee Ji-Woo (Jessica) là 1 ca sĩ nổi tiếng

#### Những người khác
- Lee Tae-sung trong vai Jang Min-ho: Khoảng những năm đầu 40 tuổi, con trai của chủ tịch Jang Myung-duk, anh là một kẻ máu lạnh, người lợi dụng bệnh tật của cha mình để trở thành người thừa kế của tập đoàn[14]

## Sản xuất
Vào ngày 17 tháng 3 năm 2021, một thông báo cho biết Rain sẽ trở lại với phim truyền hình Bác sĩ ma, do Bu Seong-cheol đạo diễn, Kim Seon-sun viết kịch bản và Bone Factory sản xuất. Lần gần nhất anh xuất hiện trên màn ảnh nhỏ là trong Welcome 2 Life năm 2019. Các vai diễn được xác nhận vào ngày 8 tháng 11 năm 2021. Vào ngày 2 tháng 11, Son Na-eun đăng một bức ảnh từ phim trường.

## Nhạc phim

### Phần 1
| Phát hành 19 tháng 1, 2022 | Phát hành 19 tháng 1, 2022 | Phát hành 19 tháng 1, 2022 | Phát hành 19 tháng 1, 2022 | Phát hành 19 tháng 1, 2022 | Phát hành 19 tháng 1, 2022 |
| STT                        | Nhan đề                    | Phổ lời                    | Phổ nhạc                   | Ca sĩ                      | Thời lượng                 |
| -------------------------- | -------------------------- | -------------------------- | -------------------------- | -------------------------- | -------------------------- |
| 1.                         | "Fly Away"                 | December 32, Ruid (Llwyd)  | Kim Tae-young              | Shinwoo (B1A4)             | 3:45                       |
| 2.                         | "Fly Away" (Inst.)         |                            |                            |                            | 3:45                       |

### Phần 2
| Phát hành 26 tháng 1, 2022 | Phát hành 26 tháng 1, 2022                               | Phát hành 26 tháng 1, 2022 | Phát hành 26 tháng 1, 2022 | Phát hành 26 tháng 1, 2022 | Phát hành 26 tháng 1, 2022 |
| STT                        | Nhan đề                                                  | Phổ lời                    | Phổ nhạc                   | Ca sĩ                      | Thời lượng                 |
| -------------------------- | -------------------------------------------------------- | -------------------------- | -------------------------- | -------------------------- | -------------------------- |
| 1.                         | "My Heart Is Everything To Me" (내겐 전부인 마음인 걸요) | KEHN                       | KEHN                       | K.Will                     | 3:17                       |
| 2.                         | "My Heart Is Everything To Me" (Inst.)                   |                            |                            |                            | 3:17                       |

### Phần 3
| Phát hành 1 tháng 2, 2022 | Phát hành 1 tháng 2, 2022 | Phát hành 1 tháng 2, 2022 | Phát hành 1 tháng 2, 2022 | Phát hành 1 tháng 2, 2022 | Phát hành 1 tháng 2, 2022 |
| STT                       | Nhan đề                   | Phổ lời                   | Phổ nhạc                  | Ca sĩ                     | Thời lượng                |
| ------------------------- | ------------------------- | ------------------------- | ------------------------- | ------------------------- | ------------------------- |
| 1.                        | "Romance" (연애)          | Kim Hyun-cheol            | Kim Hyun-cheol            | Sondia                    | 4:07                      |
| 2.                        | "Romance" (Inst.)         |                           |                           |                           | 4:07                      |

### Phần 4
| Phát hành 8 tháng 2, 2022 | Phát hành 8 tháng 2, 2022 | Phát hành 8 tháng 2, 2022 | Phát hành 8 tháng 2, 2022 | Phát hành 8 tháng 2, 2022 | Phát hành 8 tháng 2, 2022 |
| STT                       | Nhan đề                   | Phổ lời                   | Phổ nhạc                  | Ca sĩ                     | Thời lượng                |
| ------------------------- | ------------------------- | ------------------------- | ------------------------- | ------------------------- | ------------------------- |
| 1.                        | "You Better Not"          | December 32, Ruid (Llwyd) | Kim Tae-young             | Donggeon & Jaeyun (TO1)   | 2:44                      |
| 2.                        | "You Better Not" (Inst.)  |                           |                           |                           | 2:44                      |

### Phần 5
| Phát hành 22 tháng 2, 2022 | Phát hành 22 tháng 2, 2022            | Phát hành 22 tháng 2, 2022 | Phát hành 22 tháng 2, 2022 | Phát hành 22 tháng 2, 2022 | Phát hành 22 tháng 2, 2022 |
| STT                        | Nhan đề                               | Phổ lời                    | Phổ nhạc                   | Artist                     | Thời lượng                 |
| -------------------------- | ------------------------------------- | -------------------------- | -------------------------- | -------------------------- | -------------------------- |
| 1.                         | "Make a Smile For Me" (웃어주기로 해) | SNNNY                      | SNNNY                      | Yubin (Oh My Girl)         | 4:08                       |
| 2.                         | "Make a Smile For Me" (Inst.)         |                            |                            |                            | 4:08                       |

## Tỷ suất người xem
| Mùa | Mùa | Số tập | Số tập | Số tập | Số tập | Số tập | Số tập | Số tập | Số tập | Số tập | Số tập | Số tập | Số tập | Số tập | Số tập | Số tập | Số tập | Trung bình |
| Mùa | Mùa | 1      | 2      | 3      | 4      | 5      | 6      | 7      | 8      | 9      | 10     | 11     | 12     | 13     | 14     | 15     | 16     | Trung bình |
| --- | --- | ------ | ------ | ------ | ------ | ------ | ------ | ------ | ------ | ------ | ------ | ------ | ------ | ------ | ------ | ------ | ------ | ---------- |
|     | 1   | 1.111  | 1.107  | 1.347  | 1.455  | 1.384  | 1.356  | 1.572  | 1.581  | 0.988  | 1.375  | 1.200  | 1.475  | 1.105  | 1.517  | 1.383  | 1.947  | 1.369      |

| Tập | Ngày phát sóng   | Tỷ suất người xem (Nielsen Hàn Quốc) | Tỷ suất người xem (Nielsen Hàn Quốc) |
| Tập | Ngày phát sóng   | Toàn quốc                            | Seoul                                |
| --- | ---------------- | ------------------------------------ | ------------------------------------ |
| 1 | 3 tháng 1, 2022  | 4,432%                               | 4,863%                               |
| 2 | 4 tháng 1, 2022  | 4,507%                               | 4,712%                               |
| 3 | 10 tháng 1, 2022 | 5,628%                               | 6,673%                               |
| 4 | 11 tháng 1, 2022 | 5,711%                               | 6,376%                               |
| 5 | 17 tháng 1, 2022 | 5,514%                               | 5,958%                               |
| 6 | 18 tháng 1, 2022 | 5,462%                               | 6,048%                               |
| 7 | 24 tháng 1, 2022 | 6,202%                               | 6,510%                               |
| 8 | 25 tháng 1, 2022 | 6,597%                               | 7,121%                               |
| 9 | 31 tháng 1, 2022 | 4,024%                               | 4,145%                               |
| 10 | 1 tháng 2, 2022  | 4,747%                               | 5,345%                               |
| 11 | 7 tháng 2, 2022  | 4,914%                               | 5,203%                               |
| 12 | 8 tháng 2, 2022  | 5,709%                               | 6,002%                               |
| 13 | 14 tháng 2, 2022 | 4,717%                               | 4,780%                               |
| 14 | 15 tháng 2, 2022 | 6,282%                               | 6,717%                               |
| 15 | 21 tháng 2, 2022 | 5,309%                               | 5,155%                               |
| 16 | 22 tháng 2, 2022 | 7,953%                               | 8,394%                               |
| Trung bình | Trung bình       | 5,482%                               | 5,875%                               |
| - Trong bảng trên, số màu xanh chỉ tỷ suất người xem thấp nhất, số màu đỏ chỉ tỷ suất người xem cao nhất. - Bộ phim được phát sóng trên kênh truyền hình cáp/trả phí nên có lượng người xem thấp hơn các kênh truyền hình công cộng (KBS, SBS, MBC, EBS). |                  |                                      |                                      |